# Cảm Ân
Cảm Ân là một xã thuộc huyện Yên Bình, tỉnh Yên Bái, Việt Nam.
Xã Cảm Ân có diện tích 24,64 km², dân số năm 2019 là 3.120 người, mật độ dân số đạt 127 người/km².